# Filmografia lui Ben Affleck
Aceasta este filmografia lui Ben Affleck:
| An   | Titlu                              | Rol                        | Note |
| ---- | ---------------------------------- | -------------------------- | --- |
| 1981 | The Dark End of the Street         | Copilul de pe stradă       | |
| 1984 | The Voyage of the Mimi             | C.T. Granville             | serial TV |
| 1987 | Hands of a Stranger                | Billy Hearn                | film de televiziune |
| 1988 | The Second Voyage of the Mimi      | C.T. Granville             | serial TV |
| 1991 | Almost Home                        | Kevin Johnson              | serial TV |
| 1991 | Daddy                              | Ben Watson                 | film de televiziune |
| 1992 | School Ties                        | Chesty Smith               | |
| 1992 | Buffy the Vampire Slayer           | Basketball Player 10       | necreditat |
| 1993 | Dazed and Confused                 | Fred O'Bannion             | |
| 1993 | Against the Grain                  | Joe Willie Clemons         | serial TV; 8 episoade |
| 1995 | Mallrats                           | Shannon Hamilton           | |
| 1996 | Glory Daze                         | Jack                       | |
| 1997 | Good Will Hunting                  | Chuckie Sullivan           | Academy Award for Best Writing (Original Screenplay) împărțit cu Matt Damon Golden Globe Award for Best Screenplay împărțit cu Matt Damon Nominalizare la Screen Actors Guild Award for Outstanding Performance by a Cast in a Motion Picture |
| 1997 | Chasing Amy                        | Holden McNeil              | |
| 1997 | Going All the Way                  | Tom "Gunner" Casselman     | |
| 1998 | Shakespeare in Love                | Ned Alleyn                 | Screen Actors Guild Award for Outstanding Performance by a Cast in a Motion Picture Nominalizare la American Comedy Award for Funniest Supporting Actor in a Motion Picture |
| 1998 | Armageddon                         | A. J. Frost                | Nominalizare la MTV movie Award for Best Performance - Male Nominalizare la MTV movie Award for Best On-Screen Duo împărțit cu Liv Tyler Nominalizare la Saturn Award for Best Supporting Actor |
| 1998 | Phantoms                           | Sheriff Bryce Hammond      | |
| 1999 | Dogma                              | Bartleby                   | |
| 1999 | Forces of Nature                   | Ben Holmes                 | |
| 1999 | 200 Cigarettes                     | Bartender                  | |
| 2000 | Bounce                             | Buddy Amaral               | Nominalizare la MTV movie Award for Best Kiss împărțit cu Gwyneth Paltrow |
| 2000 | Reindeer Games                     | Rudy Duncan                | |
| 2000 | Boiler Room                        | Jim Young                  | |
| 2000 | Joseph: King of Dreams             | Joseph                     | Voce |
| 2001 | Jay and Silent Bob Strike Back     | Holden McNeil/În rolul său | |
| 2001 | Daddy and Them                     | Lawrence Bowen             | |
| 2001 | Pearl Harbor                       | Captain Rafe McCawley      | Nominalizare la Golden Raspberry Award for Worst Actor Nominalizare la Golden Raspberry Award for Worst Screen Couple (cu Kate Beckinsale sau cu Josh Hartnett) |
| 2002 | The Sum of All Fears               | Jack Ryan                  | |
| 2002 | Changing Lanes                     | Gavin Banek                | |
| 2002 | The Third Wheel                    | Michael                    | |
| 2003 | Daredevil                          | Matt Murdock/Daredevil     | Golden Raspberry Award for Worst Actor Nominalizare la Mfilm de televiziune Award for Best Kiss (with Jennifer Garner) |
| 2003 | Gigli                              | Larry Gigli                | Golden Raspberry Award for Worst Actor Golden Raspberry Award for Worst Screen Couple(cu Jennifer Lopez) |
| 2003 | Paycheck                           | Michael Jennings           | Golden Raspberry Award for Worst Actor |
| 2004 | Surviving Christmas                | Drew Latham                | Nominalizare la Golden Raspberry Award for Worst Actor |
| 2004 | Jersey Girl                        | Ollie Trinke               | Nominalizare la Golden Raspberry Award for Worst Actor Nominalizare la Golden Raspberry Award for Worst Screen Couple (cu Liv Tyler sau cu Jennifer Lopez) |
| 2005 | Elektra                            | Matt Murdock/Daredevil     | (Scene cut) |
| 2006 | Clerks II                          | Gawking Guy                | |
| 2006 | Hollywoodland                      | George Reeves              | Saturn Award for Best Supporting Actor Volpi Cup Hollywood Film Festival Award for Supporting Actor of the An Nominalizare la Broadcast Film Critics Association Award for Best Supporting Actor Nominalizare la Chicago Film Critics Association Award for Best Supporting Actor Nominalizare la Golden Globe Award for Best Supporting Actor - Motion Picture |
| 2006 | Man About Town                     | Jack Giamoro               | |
| 2007 | Smokin' Aces                       | Jack Dupree                | |
| 2009 | He's Just Not That Into You        | Neil                       | |
| 2009 | State of Play                      | Stephen Collins            | |
| 2009 | Extract                            | Dean                       | |
| 2010 | The Company Men                    | Bobby Walker               | |
| 2010 | The Town                           | Doug MacRay                | |
| 2012 | Argo                               | Tony Mendez                | |
| 2013 | Runner, Runner                     | Ivan Block                 | Se filmează |
| 2014 | Gone Girl                          | Nick Dunne                 | |
| 2016 | Batman v Superman: Dawn of Justice | Bruce Wayne / Batman       | |
| 2016 | Suicide Squad                      | Bruce Wayne / Batman       | |
| 2016 | The Accountant                     | The Accountant             | |
| 2016 | Live by Night                      | Joe Coughlin               | |
| 2017 | Justice League                     | Bruce Wayne / Batman       | |

| An   | Titlu          | Note |
| ---- | -------------- | --- |
| 2007 | Gone Baby Gone | Austin Film Critics Award for Best First Film Chicago Film Critics Association Award for Most Promising Filmmaker Hollywood Film Festival Award for Breakthrough Director of the An National Board of Review Award for Best Directorial Debut Nominalizare la Online Film Critics Society Award for Best Breakthrough Filmmaker |
| 2008 | Gimme Shelter  | film scurt |
| 2010 | The Town       | |
| 2012 | Argo           | |

| An   | Titlu             | Note |
| ---- | ----------------- | --- |
| 1997 | Good Will Hunting | All the following shared with Matt Damon: Academy Award for Writing Original Screenplay Broadcast Film Critics Association Award for Best Writer Florida Film Critics Circle Award for Newcomer of the An Golden Globe Award for Best Screenplay Humanitas Prize (Feature Film Category) National Board of Review Special Achievement in Filmmaking Satellite Award for Best Original Screenplay Nominalizare la Chlotrudis Award for Best Original Screenplay Nominalizare la London Film Critics' Circle Award for Screenwriter of the An Nominalizare la Mfilm de televiziune Award for Best On-Screen Duo Nominalizare la Online Film Critics Society Award for Best Original Screenplay Nominalizare la Writers Guild of America Award for Best Original Screenplay |
| 2002 | Push, Nevada      | |
| 2007 | Gone Baby Gone    | |
| 2010 | The Town          | |

| An        | Titlu                        | Note |
| --------- | ---------------------------- | --- |
| 2001–2005 | Project Greenlight           | Producător executiv Nominalizare la Primetime Emmy Award for Outstanding Reality Program (2002, 2004, 2005) |
| 2002      | Push, Nevada                 | Producător executiv                                                                                         |
| 2003      | The Battle of Shaker Heights | Producător                                                                                                  |
| 2007      | Gone Baby Gone               | Producător                                                                                                  |
| 2009      | Reporter                     | Producător executiv Documentar                                                                              |